# 小池光男
小池 光男（こいけ みつお、1898年2月15日 - 1973年7月25日）は、日本の経営者。東京建物社長を務めた。

## 経歴
栃木県出身。1915年に栃木県立宇都宮中学校を卒業し、同年に第三銀行(のちの富士銀行)に入行。1946年に取締役に就任し、1948年9月専務を経て、1957年8月に東京建物社長に就任した。1963年8月から会長を務めた。
1962年5月に紺綬褒章を受章。。
1973年7月25日、急性肺炎で死去した。75歳没。